# Alberto Vázquez García
Alberto Vázquez García, también conocido como Berto Vázquez (Mieres, 1973), es un artista gráfico, dibujante, cortometrista y documentalista.
En 2017 recibió el IX premio Alfonso Iglesias de cómic por su obra Los llazos coloraos, acerca de las huelgas de la minería asturiana.

## Biografía
Trabajó como dibujante para el diario La Nueva España y para el medio digital Asturnews. Ha tenido también una labor destacada como diseñador de murales, cómics y carteles para diversas ONG. También ha dado charlas y conferencias acerca de sus trabajos.

## Temática
Respecto a su temática general, Vázquez García afirmó: «no necesito a John Wayne ni a Spider-Man, lo que quiero es reflejar la vida de mis vecinos».

### Los llazos coloraos
En Los llazos coloraos, Berto Vázquez hace un recorrido por las huelgas de la minería asturiana entre los años 1957 y 1962. Se sirve para ello de las experiencias vitales de dos participantes en las mismas, como fueron Anita Sirgo y Tina Pérez. Para el premio, el jurado tuvo en cuenta "la gran elaboración del guion y el trabajo exhaustivo de investigación, que construyen un retrato fiel de la posguerra en Asturias".

## Obra

### Cómic
- Los llazos coloraos
- Las hogueras de El Pertús (2024)

### Documentales
- La luz que vino del corazón de la tierra
- 34-45, diez asturianos nel exiliu francés (2012)
- Combatientes de los días que llegan (2010)
- Poca ropa: la llucha contra la dictadura franquista en Mieres (2008)

## Premios
- 2017: IX premio Alfonso Iglesias de cómic por Los llazos coloraos.[1]